# طيهوج غونيسون
طيهوج غونيسون (الاسم العلمي: Centrocercus minimus)، نوع من الطيهوج الحكيم يستوطن الولايات المتحدة. إنهُ يشبه الطيهوج الحكيم الكبير في المظهر، طيهوج غونيسون أصغر بثلث في الحجم، مع ريش أكثر سمكًا خلف الرأس ؛ كما أن لديها رقصة مُغازلة أقل دقة. يقتصر نطاقه على جنوب غرب كولورادو وأقصى جنوب شرق ولاية يوتا،أكبر عدد من افراده يقيمون في منطقة حوض غونيسون في كولورادو. على الرغم من كونها منطقة تُعرف فيها الطيور جيدًا نسبيًا، فقد تم التغاضي عنها حتى التسعينيات بسبب أوجه التشابه مع الطيهوج الحكيم الكبير، ووُصفت بأنها نوع جديد فقط في عام 2000 - مما يجعلها أول نوع جديد من الطيور يتم وصفه من الولايات المتحدة منذ القرن التاسع عشر
. يتم دعم وصف طيهوج غونيسون كنوع منفصل من خلال دراسة جزيئية للتنوع الجيني، مما يدل على غياب تدفق الجينات بين الطيور ذات الجسم الكبير والطيور الصغيرة.